# Echte Spechte
Die Echten Spechte (Picinae) – auch Stützschwanzspechte genannt – sind eine Unterfamilie der Spechtvögel. Zu dieser Unterfamilie gehören mit Ausnahme des Wendehalses alle europäischen Spechtarten.

## Systematik
Die Systematik ist nicht in allen Werken einheitlich. Manche Autoren stellen die Buntspechte (Dendrocopos) zur Gattung Picoides. Neuere DNA-Untersuchungen lassen aber darauf schließen, dass eine eigenständige, etwas enger umgrenzte Gattung Dendrocopos berechtigt ist und dass sich die übrigen zu Picoides gestellten Spechtarten auf zwei Gattungen verteilen.
Die folgende Liste der Gattungen und Arten wurde dem Stand der Version 11.2 der IOC World Bird List angepasst. Die deutschen Namen folgen der Aufstellung von H. Barthel et al. von 2020, sofern nicht anders vermerkt. Die Einteilung in Tribus (Gattungsgruppen) erfolgt nach Shakya et al. (2015) und Winkler et al. (2015).

### Rezente Gattungen und Arten

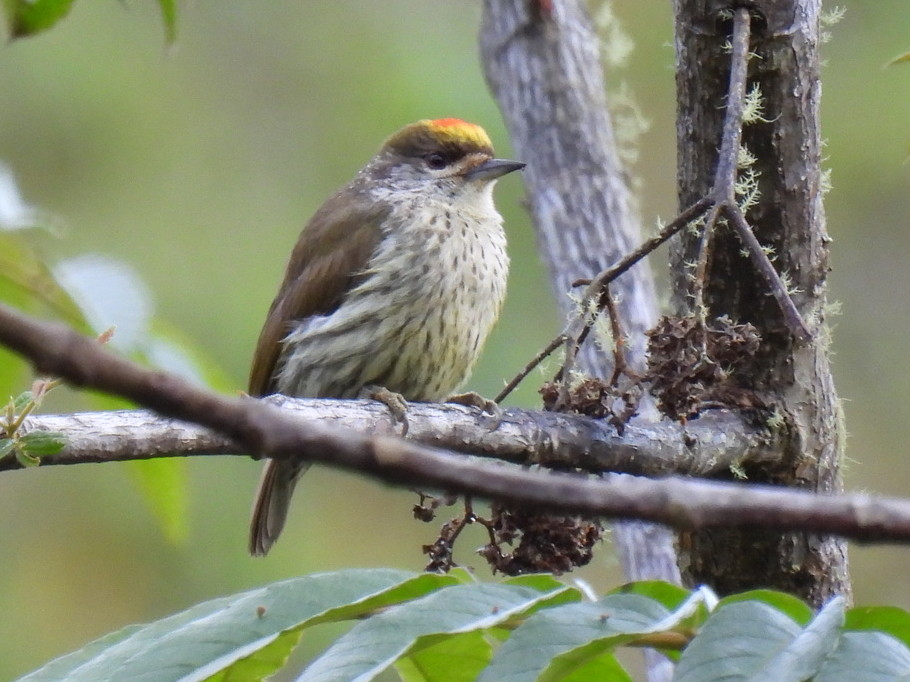
Hüpfspecht (Nesoctites micromegas)

- Tribus NesoctitiniHüpfspecht (Nesoctites micromegas)
  - Nesoctites – 1 Art
    - Hüpfspecht (Nesoctites micromegas)[7][6]
- Tribus Hemicircini
  - Hemicircus – 2 Arten
    - Rundschwanzspecht (Hemicircus canente)
    - Kurzschwanzspecht (Hemicircus concretus)
- Tribus Picini
  - Micropternus – 1 Art
    - Rötelspecht (Micropternus brachyurus)

  - Meiglyptes – 3 Arten
    - Dommelspecht (Meiglyptes jugularis)
    - Braunbürzelspecht (Meiglyptes tristis)
    - Tukkispecht (Meiglyptes tukki)

  - Bambusspechte (Gecinulus) – 3 Arten
    - Blassscheitel-Bambusspecht (Gecinulus grantia)
    - Rotscheitel-Bambusspecht (Gecinulus viridis)
    - Olivrückenspecht (Gecinulus rafflesii)

  - Dinopium – 5 ArtenPalawanspecht (Dinopium everetti)

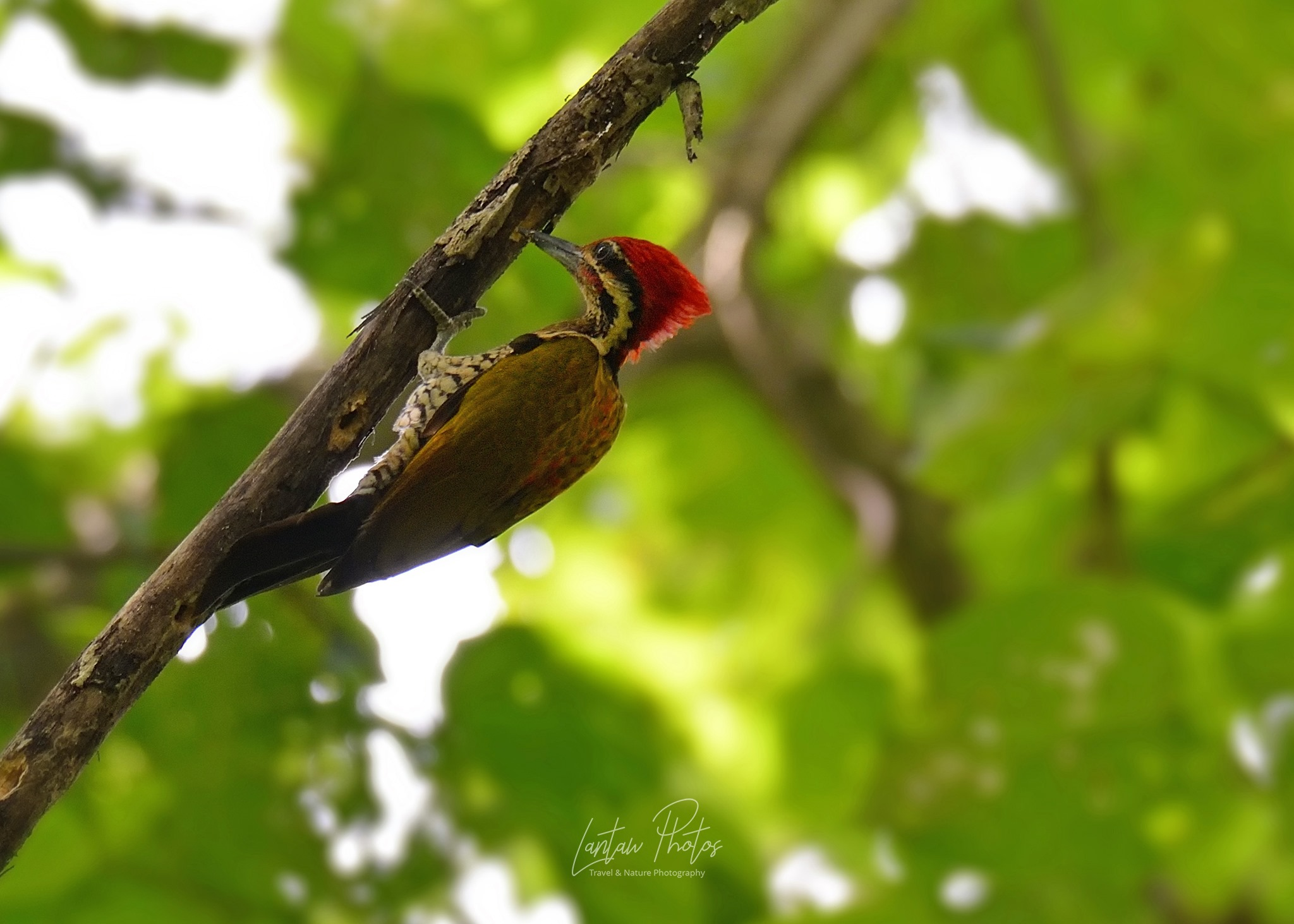
Palawanspecht (Dinopium everetti)

    - Orangespecht (Dinopium benghalense)
    - Feuerrückenspecht (Dinopium javanense)
    - Himalaya-Feuerrückenspecht (Dinopium shorii)
    - Palawanspecht (Dinopium everetti) abgespalten als separate Art von Feuerrückenspecht (Dinopium javanense)
    - Rotrückenspecht (Dinopium psarodes) abgespalten als separate Art von Orangespecht (Dinopium benghalense)

  - Picus – 14 ArtenIberiengrünspecht (Picus sharpei)
    - Japangrünspecht (Picus awokera)
    - Grauspecht (Picus canus)

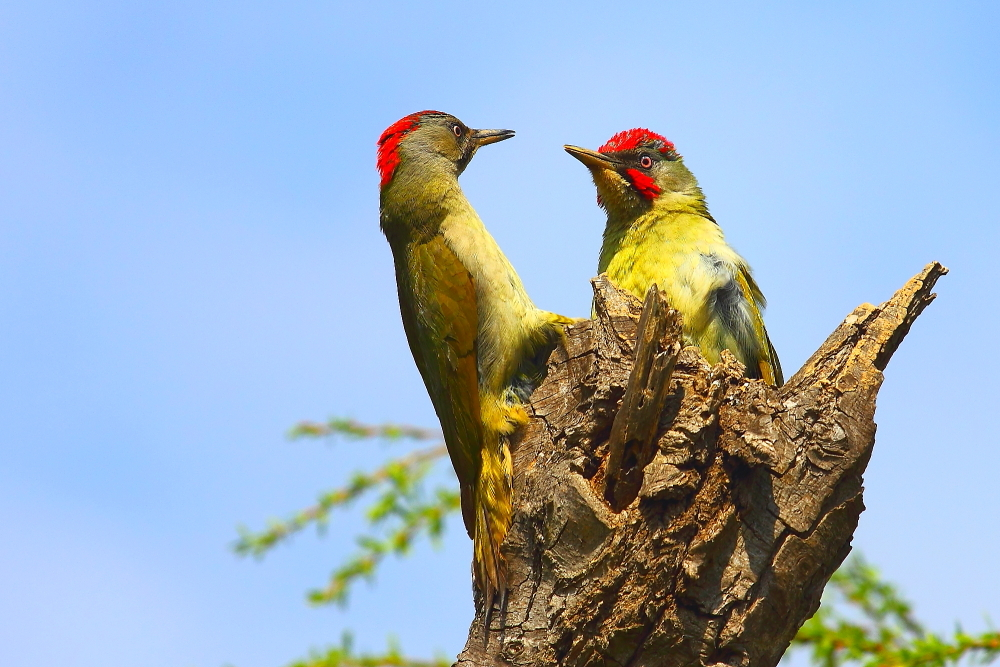
Iberiengrünspecht (Picus sharpei)

    - Gelbhaubenspecht (Picus chlorolophus)
    - Rotbürzelspecht (Picus erythropygius)
    - Rotflügelspecht (Picus puniceus)
    - Halsbandspecht (Picus rabieri)
    - Schuppengrünspecht (Picus squamatus)
    - Atlasgrünspecht (Picus vaillantii)
    - Burmagrünspecht (Picus viridanus)
    - Grünspecht (Picus viridis)
    - Netzbauchspecht (Picus vittatus)
    - Hindugrünspecht (Picus xanthopygaeus)
    - Iberiengrünspecht (Picus sharpei) abgespalten als separate Art von Grünspecht (Picus viridis)
    - Sumatragrauspecht (Picus canus) abgespalten als separate Art des Grauspechts (Picus canus)[8][9]

  - Chrysophlegma – 3 Arten
    - Gelbnackenspecht (Chrysophlegma flavinucha)
    - Tropfenkehlspecht (Chrysophlegma mentale)
    - Mennigspecht (Chrysophlegma miniaceum)

  - Pardipicus – 2 Arten
    - Termitenspecht (Pardipicus nivosus)
    - Braunohrspecht (Pardipicus caroli)

  - Geocolaptes – 1 Art
    - Erdspecht (Geocolaptes olivaceus)

  - Fleckenspechte (Campethera) – 11 ArtenGoldschwanzspecht (Campethera abingoni)

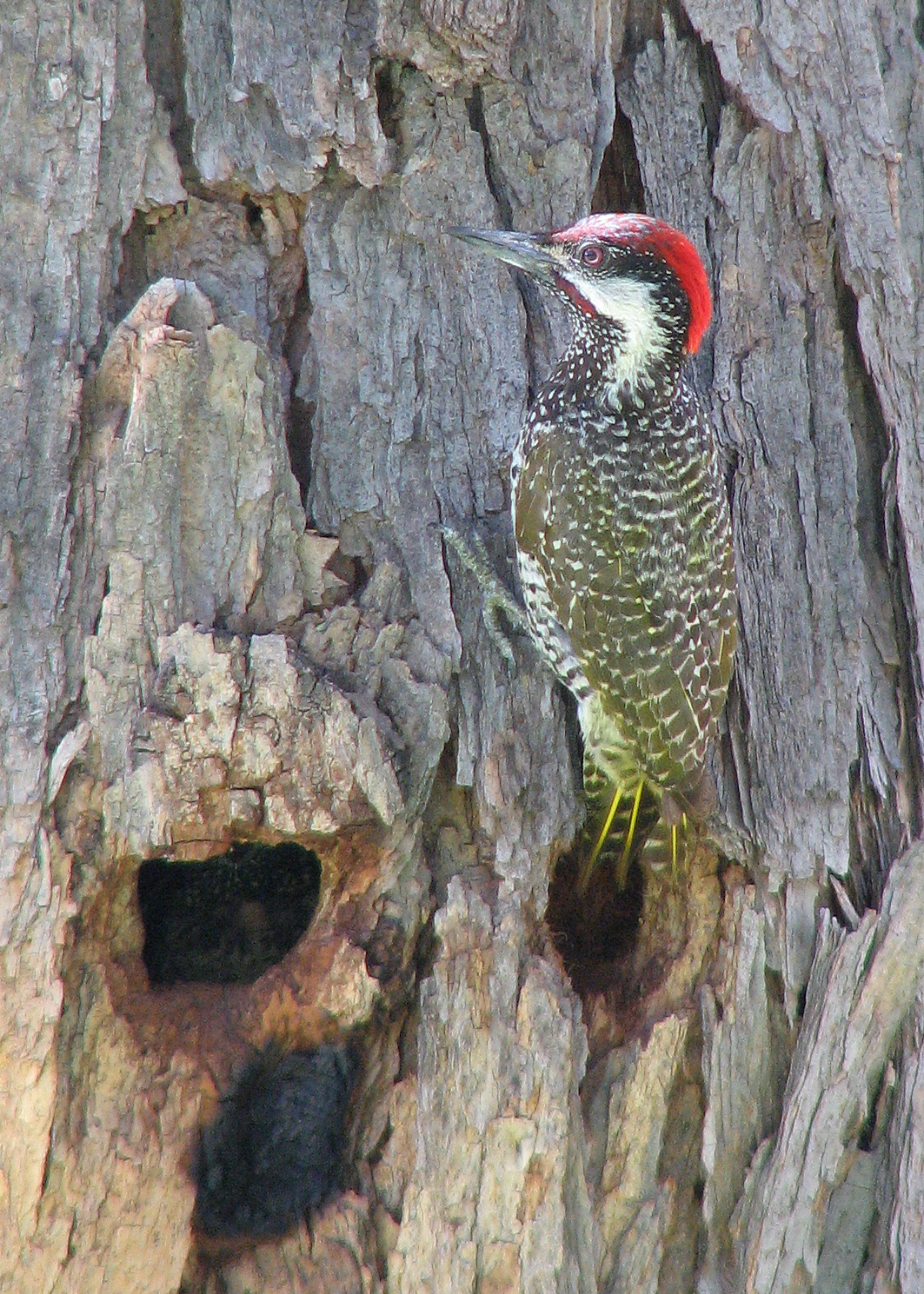
Goldschwanzspecht (Campethera abingoni)

    - Bennettspecht (Campethera bennettii)
    - Goldmantelspecht (Campethera maculosa )
    - Goldschwanzspecht (Campethera abingoni)
    - Kehlbindenspecht (Campethera tullbergi)
    - Knysnaspecht (Campethera notata)
    - Mombasaspecht (Campethera mombassica)
    - Nubierspecht (Campethera nubica)
    - Pünktchenspecht (Campethera punctuligera)
    - Reichenowspecht (Campethera scriptoricauda)
    - Tüpfelspecht (Campethera cailliautii)
    - Feinbandspecht (Campethera taeniolaema) abgespalten als separate Art von Kehlbindenspecht (Campethera tullbergi)[10]

  - Mulleripicus – 4 Arten
    - Celebesspecht (Mulleripicus fulvus)
    - Philippinenspecht (Mulleripicus funebris)
    - Puderspecht (Mulleripicus pulverulentus)
    - Leytespecht (Mulleripicus fuliginosus) abgespalten als separate Art von Philippinenspecht (Mulleripicus funebris)[11][12]

  - Dryocopus – 6 Arten
    - Andamanenspecht (Dryocopus hodgei)
    - Weißbauchspecht (Dryocopus javensis)
    - Linienspecht (Dryocopus lineatus)
    - Schwarzspecht (Dryocopus martius)
    - Helmspecht (Dryocopus pileatus)
    - Schwarzbauchspecht (Dryocopus schulzi)

  - Celeus – 14 ArtenZimtkopfspecht (Celeus spectabilis)

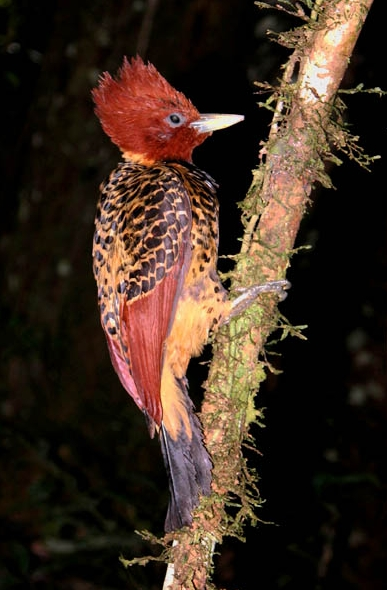
Zimtkopfspecht (Celeus spectabilis)

    - Kastanienspecht (Celeus castaneus)
    - Fahlkopfspecht (Celeus elegans)
    - Gelbschopfspecht (Celeus flavescens)
    - Strohspecht (Celeus flavus)
    - Gelbflankenspecht (Celeus grammicus)
    - Rotkehlspecht (Celeus loricatus)
    - Blassschopfspecht (Celeus lugubris)
    - Kaempferspecht (Celeus obrieni)
    - Zimtkopfspecht (Celeus spectabilis)
    - Schwarzbrustspecht (Celeus torquatus)
    - Olivbürzelspecht (Celeus undatus)
    - Blondschopfspecht (Celeus ochraceus)
    - Strohspecht (Celeus flavus)
    - Wellenohrspecht (Celeus galeatus)

  - Eigentliche Bänderspechte (Piculus) – 7 Arten
    - Weißbrauenspecht (Piculus aurulentus)
    - Panamaspecht (Piculus callopterus)
    - Bronzespecht (Piculus chrysochloros)
    - Gelbkehlspecht (Piculus flavigula)
    - Weißkehlspecht (Piculus leucolaemus)
    - Litaspecht (Piculus litae)
    - Zimtflügelspecht (Piculus simplex)

  - Goldspechte (Colaptes) – 14 Arten
    - Graustirnspecht (Colaptes atricollis)
    - Goldspecht (Colaptes auratus) – 8 Unterarten
    - Graukappenspecht (Colapts auricularis), früher Piculus auricularis
    - Feldspecht (Colaptes campestris)
    - Wüstengoldspecht (Colaptes chrysoides) – 4 Unterarten
    - Kubaspecht (Colaptes fernandinae)
    - Grünbindenspecht (Colaptes melanochloros)
    - Bänderspecht (Colaptes pitius)
    - Tüpfelbrustspecht (Colaptes punctigula)
    - Rotmantelspecht (Colaptes rivolii)
    - Olivmantelspecht (Colaptes rubiginosus)
    - Südandenspecht (Colaptes rupicola)
    - Bronzeflügelspecht (Colaptes aeruginosus)
- Tribus Campephilini
  - Langhaubenspechte (Campephilus) – 11 ArtenMagellanspecht (Campephilus magellanicus)

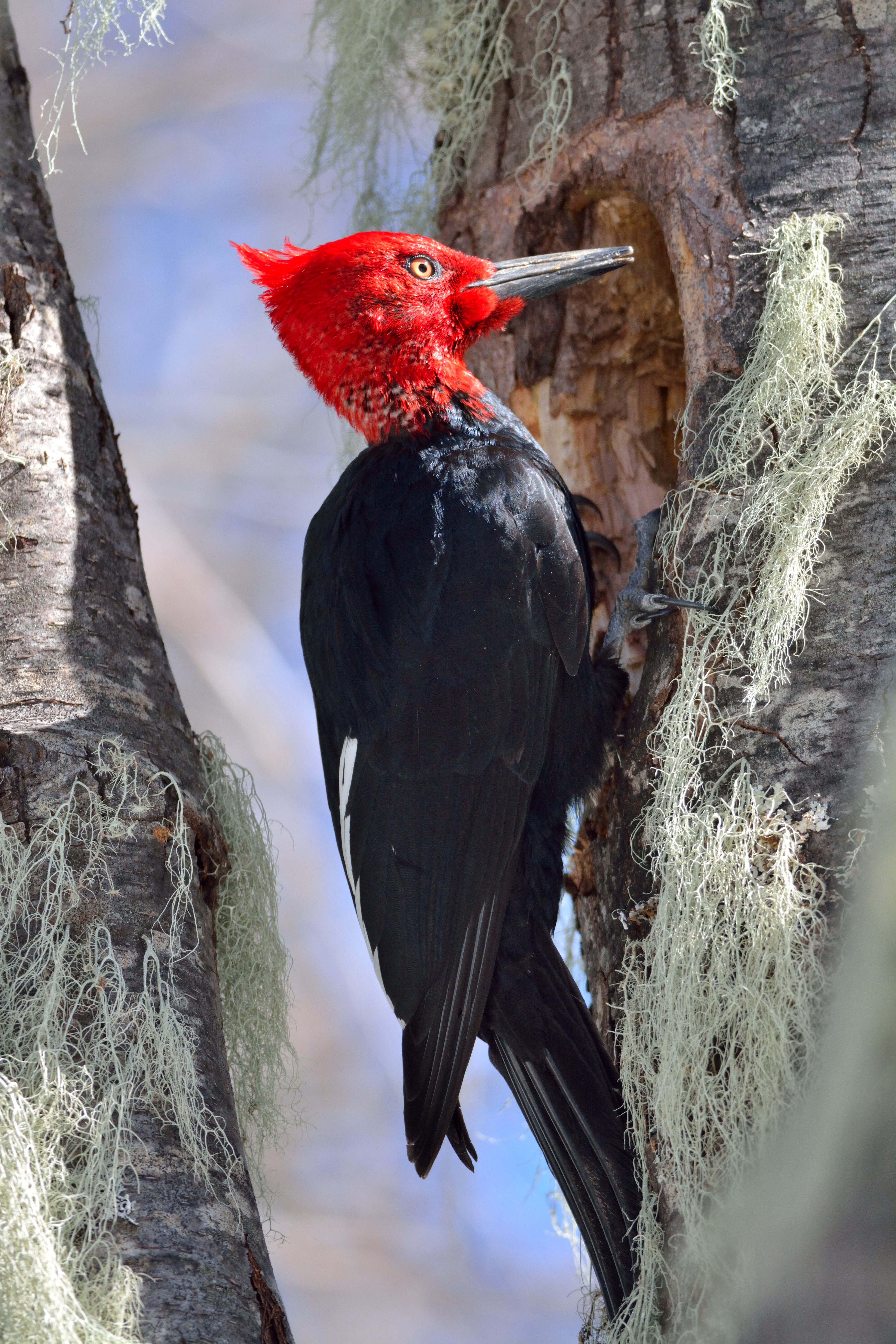
Magellanspecht (Campephilus magellanicus)

    - Blutbauchspecht (Campephilus haematogaster)
    - Guayaquilspecht (Campephilus gayaquilensis)
    - † Elfenbeinspecht (Campephilus principalis) – wahrscheinlich ausgestorben
    - † Kaiserspecht (Campephilus imperialis) – wahrscheinlich ausgestorben
    - Königsspecht (Campephilus guatemalensis)
    - Magellanspecht (Campephilus magellanicus)
    - Rothalsspecht (Campephilus rubricollis)
    - Scharlachkopfspecht (Campephilus robustus)
    - Schwarzkehlspecht (Campephilus melanoleucos)
    - Weißmantelspecht (Campephilus leucopogon)
    - Zimtbindenspecht (Campephilus pollens)

  - Blythipicus – 2 Arten
    - Rotohrspecht (Blythipicus pyrrhotis)
    - Maronenspecht (Blythipicus rubiginosus)

  - Reinwardtipicus – 1 Art
    - Reinwardtspecht (Reinwardtipicus validus)

  - Chrysocolaptes – 8 ArtenGoldmantel-Sultanspecht (Chrysocolaptes guttacristatus)

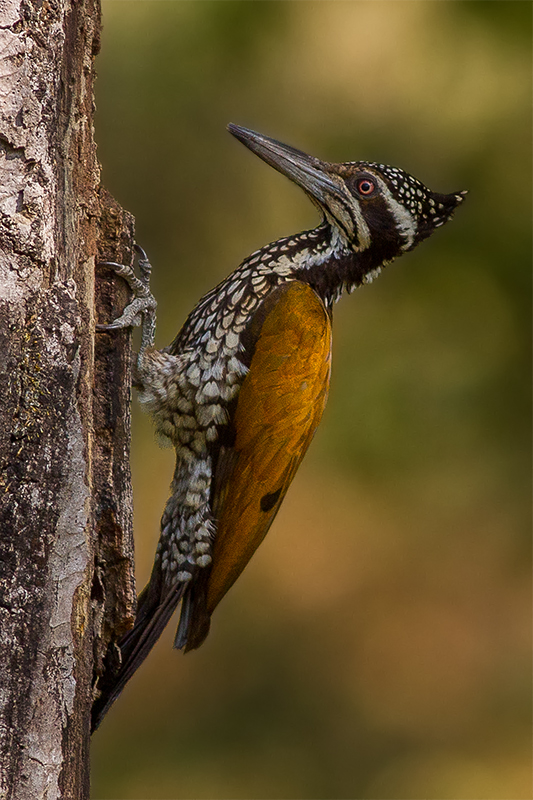
Goldmantel-Sultanspecht (Chrysocolaptes guttacristatus)

    - Goldschulterspecht (Chrysocolaptes festivus)
    - Sultanspecht (Chrysocolaptes lucidus), die sechs folgenden Arten wurden als separate Arten vom Sultanspecht abgetrennt
    - Luzonsultanspecht (Chrysocolaptes haematribon)
    - Gelbwangen-Sultanspecht (Chrysocolaptes xanthocephalus)
    - Rotkopf-Sultanspecht (Chrysocolaptes erythrocephalus)
    - Javasultanspecht (Chrysocolaptes strictus)
    - Goldmantel-Sultanspecht (Chrysocolaptes guttacristatus)
    - Ceylonsultanspecht (Chrysocolaptes stricklandi)
    - Reinwardtspecht (Chrysocolaptes validus)
- Tribus Melanerpini
  - Saftlecker (Sphyrapicus) – 4 Arten
    - Rotnacken-Saftlecker (Sphyrapicus nuchalis)
    - Feuerkopf-Saftlecker (Sphyrapicus ruber)
    - Kiefernsaftlecker (Sphyrapicus thyroideus)
    - Gelbbauch-Saftlecker (Sphyrapicus varius)

  - Melanerpes – 24 Arten
    - Goldstirnspecht (Melanerpes aurifrons)
    - Kaktusspecht (Melanerpes cactorum)
    - Weißspecht (Melanerpes candidus)
    - Carolinaspecht (Melanerpes carolinus)
    - Buntkopfspecht (Melanerpes chrysauchen)
    - Goldwangenspecht (Melanerpes chrysogenys)
    - Gelbbrauenspecht (Melanerpes cruentatus)
    - Rotkopfspecht (Melanerpes erythrocephalus)
    - Goldmaskenspecht (Melanerpes flavifrons)
    - Eichelspecht (Melanerpes formicivorus)
    - Guadeloupespecht (Melanerpes herminieri)
    - Hoffmannspecht (Melanerpes hoffmannii)
    - Graukehlspecht (Melanerpes hypopolius)
    - Blutgesichtspecht (Melanerpes lewis)
    - Scharlachbrustspecht (Melanerpes portoricensis)
    - Schläfenfleckspecht (Melanerpes pucherani)
    - Schmuckspecht (Melanerpes pulcher)
    - Yucatánspecht (Melanerpes pygmaeus)
    - Jamaikaspecht (Melanerpes radiolatus)
    - Rotkappenspecht (Melanerpes rubricapillus)
    - Haitispecht (Melanerpes striatus)
    - Bahamaspecht (Melanerpes superciliaris)
    - Gilaspecht (Melanerpes uropygialis)
    - Karibikspecht (Melanerpes santacruzi)

  - Picoides – 3 Arten
    - Schwarzrückenspecht (Picoides arcticus)
    - Fichtenspecht (Picoides dorsalis)
    - Dreizehenspecht (Picoides tridactylus)

  - Yungipicus – 7 ArtenIndienspecht (Yungipicus nanus)

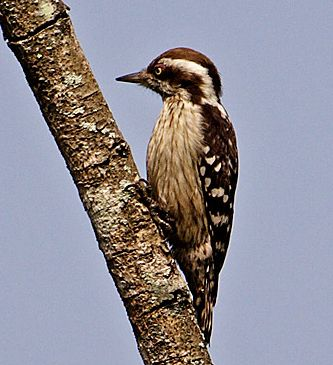
Indienspecht (Yungipicus nanus)

    - Temminckspecht (Yungipicus temminckii)
    - Indienspecht (Yungipicus nanus)
    - Grauscheitelspecht (Yungipicus canicapillus)
    - Scopolispecht (Yungipicus maculatus)
    - Suluspecht (Yungipicus ramsayi) abgespalten als separate Art von Scopoli-Specht (Dendrocopos maculatus)
    - Braunscheitelspecht (Yungipicus moluccensis)
    - Kizukispecht (Yungipicus kizuki)

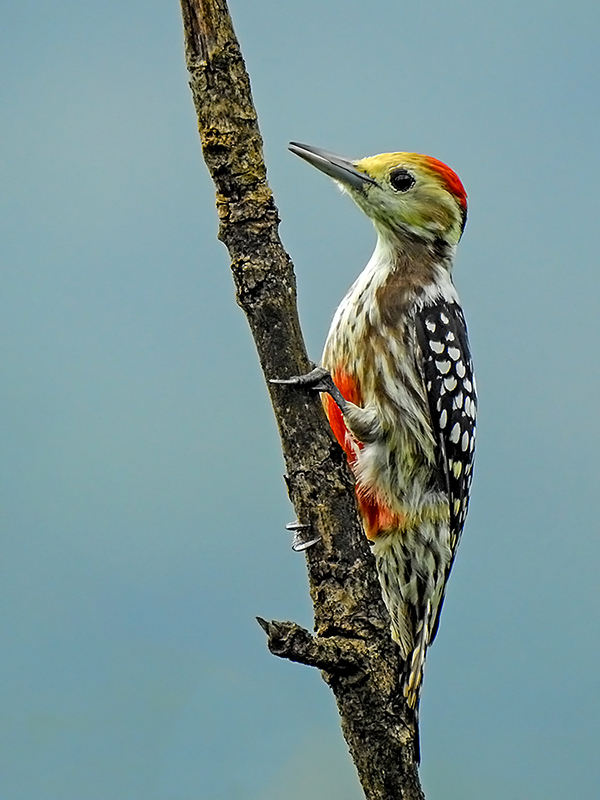
Gelbscheitelspecht (Leiopicus mahrattensis)

  - Leiopicus – 1 ArtGelbscheitelspecht (Leiopicus mahrattensis)
    - Gelbscheitelspecht (Leiopicus mahrattensis)

  - Dendrocoptes – 3 Arten
    - Arabienspecht (Araberspecht) (Dendrocoptes dorae)
    - Braunstirnspecht (Dendrocoptes auriceps)
    - Mittelspecht (Dendrocoptes medius)

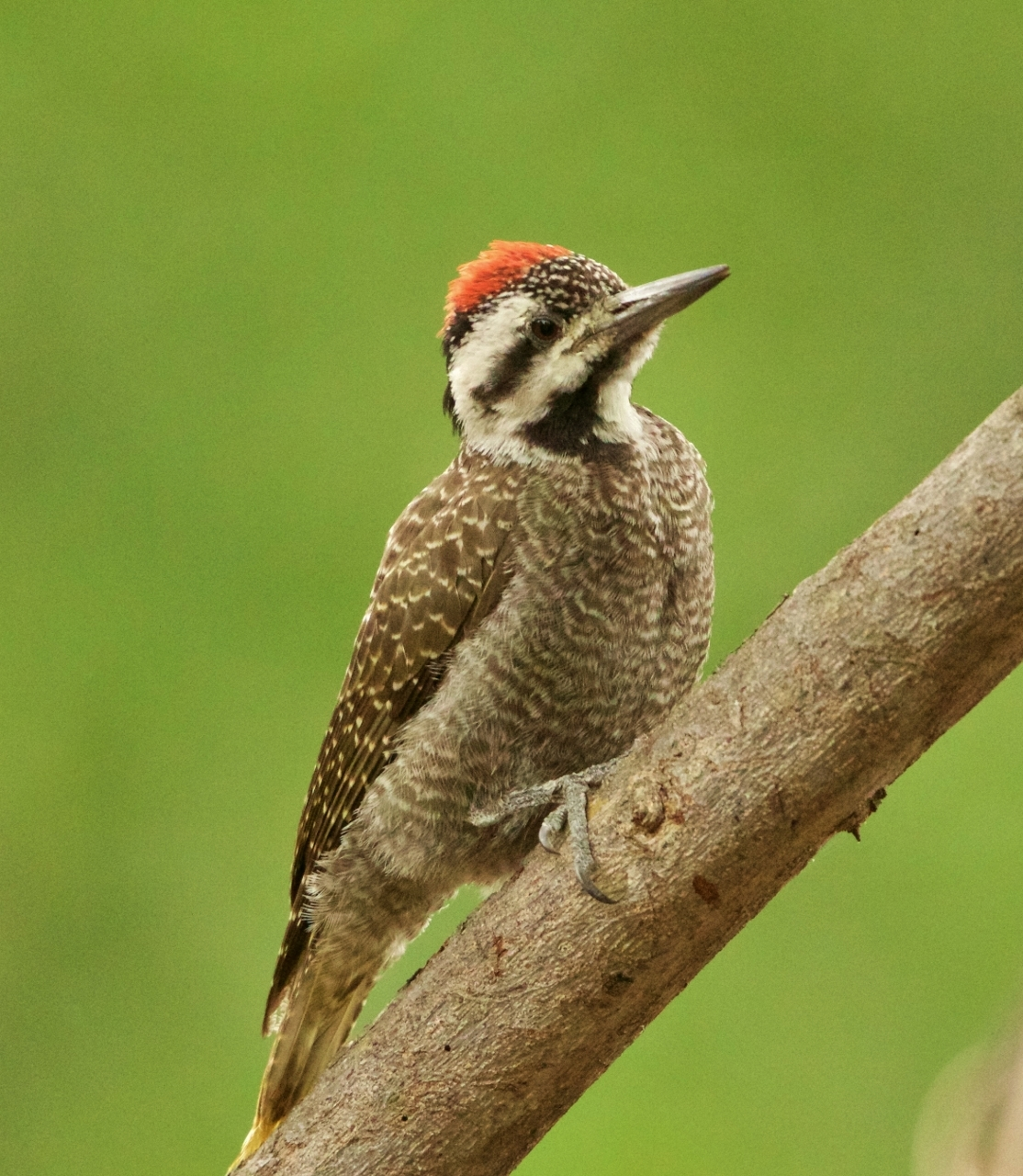
Namaspecht (Chloropicus namaquus)

  - Chloropicus – 3 ArtenNamaspecht (Chloropicus namaquus)
    - Namaspecht (Chloropicus namaquus)
    - Scheitelfleckspecht (Chloropicus xantholophus)
    - Rotbauchspecht (Chloropicus pyrrhogaster)

  - Dendropicos – 12 Arten
    - Wacholderspecht (Dendropicos abyssinicus)
    - Wüstenspecht (Dendropicos elachus)
    - Elliotspecht (Dendropicos elliotii)
    - Gabunspecht (Dendropicos gabonensis)
    - Graubrustspecht (Dendropicos goertae)
    - Goldrückenspecht (Dendropicos griseocephalus)
    - Kardinalspecht (Dendropicos fuscescens)
    - Düsterspecht (Dendropicos lugubris)
    - Braunrückenspecht (Dendropicos obsoletus)
    - Tropfenspecht (Dendropicos poecilolaemus)
    - Graukopfspecht (Dendropicos spodocephalus)
    - Stierlingspecht (Dendropicos stierlingi)

  - Buntspechte (Dendrocopos) – 14 Arten
    - Rostbauchspecht (Dendrocopos hyperythrus)
    - Isabellbrustspecht (Dendrocopos macei)
    - Sprenkelbrustspecht (Dendrocopos analis)
    - Streifenbrustspecht (Dendrocopos atratus)
    - Darjeelingspecht (Dendrocopos darjellensis)
    - Okinawaspecht (Dendrocopos noguchii)
    - Weißrückenspecht (Dendrocopos leucotis)
    - Blutspecht (Dendrocopos syriacus)
    - Buntspecht (Dendrocopos major)
    - Himalajaspecht (Dendrocopos himalayensis)
    - Tamariskenspecht (Dendrocopos assimilis)
    - Weißflügelspecht (Dendrocopos leucopterus)

  - Dryobates – 5 Arten
    - Nuttallspecht (Dryobates nuttallii)
    - Texasspecht (Dryobates scalaris)
    - Dunenspecht (Dryobates pubescens)
    - Scharlachbrustspecht (Rotbrustspecht) (Dryobates cathpharius)
    - Kleinspecht (Dryobates minor)

  - Leuconotopicus – 6 Arten
    - Kokardenspecht (Leuconotopicus borealis)
    - Rußspecht (Leuconotopicus fumigatus)
    - Arizonaspecht (Leuconotopicus arizonae)
    - Stricklandspecht (Leuconotopicus stricklandi)
    - Haarspecht (Leuconotopicus villosus)
    - Weißkopfspecht (Leuconotopicus albolarvatus)

  - Veniliornis – 13 ArtenStrichelkopfspecht (Veniliornis lignarius)

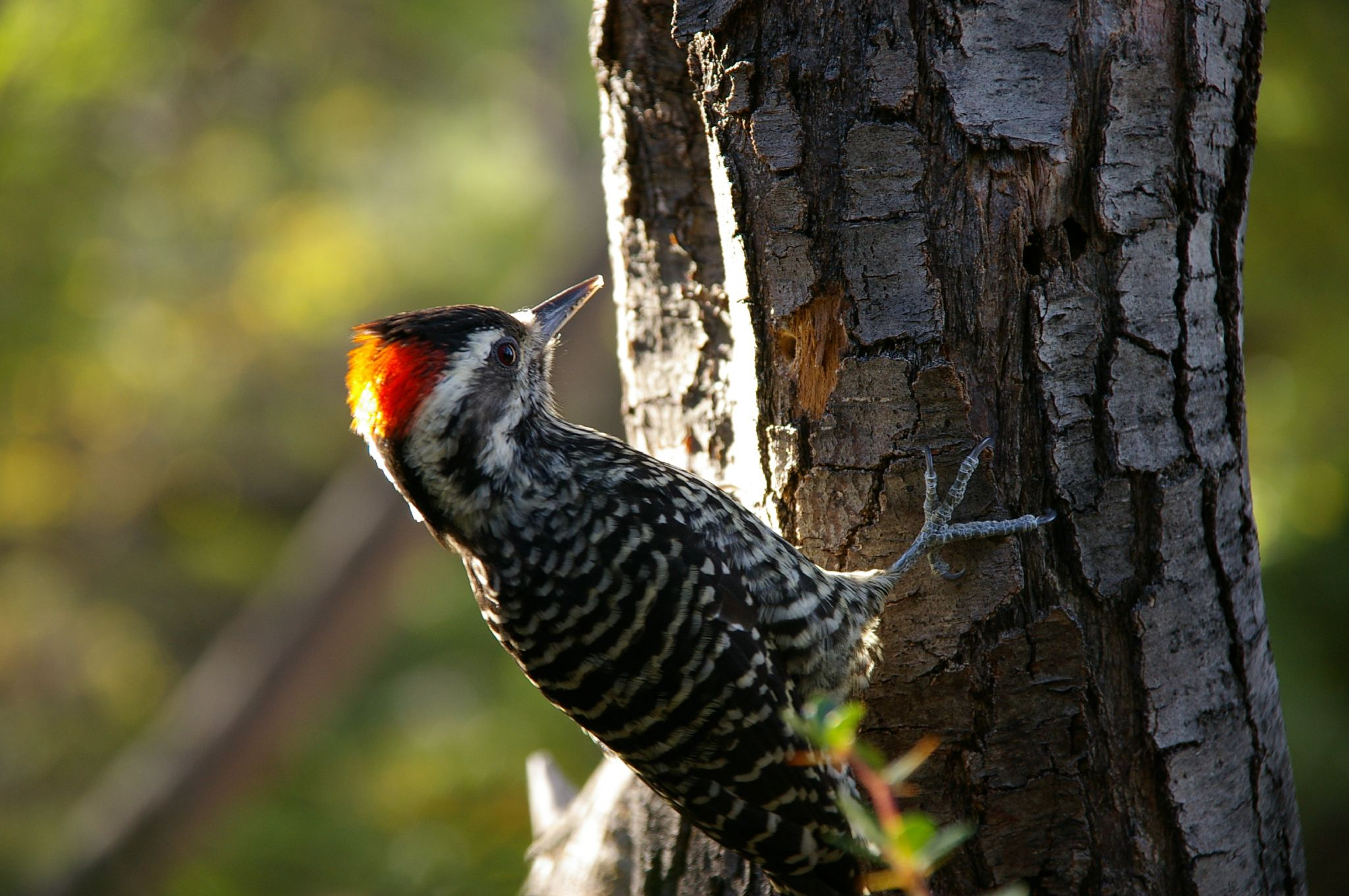
Strichelkopfspecht (Veniliornis lignarius)

    - Streifenschwanzspecht (Veniliornis mixtus)
    - Blutflügelspecht (Veniliornis affinis)
    - Scharlachrückenspecht (Veniliornis callonotus)
    - Goldnackenspecht (Veniliornis cassini)
    - Chokospecht (Veniliornis chocoensis)
    - Gelbbauchspecht (Veniliornis dignus)
    - Perlstirnspecht (Veniliornis frontalis)
    - Blutbürzelspecht (Veniliornis kirkii)
    - Strichelkopfspecht (Veniliornis lignarius)
    - Goldohrspecht (Veniliornis maculifrons)
    - Bindenbauchspecht (Veniliornis nigriceps)
    - Sperlingsspecht (Veniliornis passerinus)
    - Blutrückenspecht (Veniliornis sanguineus)
    - Perlbauchspecht (Veniliornis spilogaster)

  - Xiphidiopicus – 1 Art
    - Blutfleckspecht (Xiphidiopicus percussus)

### Fossile Gattungen
- Australopicus †
  - Australopicus nelsonmandelai †
- Palaeonerpes †
  - Palaeonerpes shorti †
- Colaptes
  - Bermudaspecht (Colaptes oceanicus)  †

## Belege
1. ↑  
Moore, William S.; Weibel, Amy C. & Agius, Andrea (2006): Mitochondrial DNA phylogeny of the woodpecker genus Veniliornis (Picidae, Picinae) and related genera implies convergent evolution of plumage patterns. Biol. J. Linn. Soc. 87: 611–624. doi: 10.1111/j.1095-8312.2006.00586.x
2. ↑  IOC World Bird List Woodpeckers Version 11.2
3. ↑  
J. Fuchs und J.-M. Pons: A new classification of the pied woodpeckers assemblage (Dendropicini, Picidae) based on a comprehensive multi-locus phylogeny. In: Molecular Phylogenetics and Evolution, Band 88, S. 28–37, 2015
4. ↑  
H. Barthel, Ch. Barthel, E. Bezzel, P. Eckhoff, R. van den Elzen, Ch. Hinkelmann & F. D. Steinheimer: Deutsche Namen der Vögel der Erde Vogelwarte Bd. 58, S. 1–214, 2020
5. ↑  
Shakya, S.B.; Fuchs, J.; Pons, J.-M.; Sheldon, F.H. (2017). Tapping the woodpecker tree for evolutionary insight. Molecular Phylogenetics and Evolution. 116: 182–191. doi:10.1016/j.ympev.2017.09.005
6. 1 2  
David W. Winkler, Shawn M. Billerman, Irby J. Lovette: Bird Families of the World: A Guide to the Spectacular Diversity of Birds. Lynx Edicions (2015), ISBN 978-84-941892-0-3, S. 249–251.
7. ↑  
George Sangster, Jimmy Gaudin, Jérôme Fuchs: A new subfamily taxon for Sasia and Verreauxia (Picidae). Bulletin of the British Ornithologists’ Club, 142(4):478-479 (2022). doi: 10.25226/bboc.v142i4.2022.a6
8. ↑  
Hans Winkler: Phylogeny, biogeography and systematics. A brief history of woodpecker classifications from Aristotle to the 20 th century. In: Denisia. Band 36, 2015, S. 7–35 (zobodat.at [PDF]).
9. ↑  J. A. Eaton, B van Balen, NW Brickle und FE Rheindt: in: Birds of the Indonesian Archipelago. Greater Sundas and Wallacea. 2. Aufl. 2021.
10. ↑  J. Fuchs, J.-M. Pons und R.C.K. Bowie: Biogeography and diversification dynamics of the African woodpeckers. In: Molecular Phylogenetics and Evolution. 108:88-100, 2017.
11. ↑  Avibase
12. ↑  D. Allen: Birds of the Philippines, 2020